# Freestyleskiën op de Aziatische Winterspelen 2007
Freestyleskiën was een onderdeel van de Aziatische Winterspelen 2007 in Changchun in China. Er waren wedstrijden in het skigebied Beidahu. Er waren wedstrijden van 31 januari tot 1 februari 2007.

## Medaillespiegel
| Plaats | Land     | Goud | Zilver | Brons | Totaal |
| ------ | -------- | ---- | ------ | ----- | ------ |
| 1      | China    | 2    | 2      | 2     | 6      |
| 2      | Mongolië | 0    | 0      | 1     | 1      |
| 2      | Japan    | 0    | 0      | 1     | 1      |

## Resultaten

### Mannen
| Plaats | Naam                       | Land        | Score         |
| ------ | -------------------------- | ----------- | ------------- |
| Goud   | Han Xiaopeng               | China       | 223.89        |
| Zilver | Qiu Sen                    | China       | 215.63        |
| Brons  | Lu Zhongqing Kurata Kotaro | China Japan | 199.55 157.23 |

### Vrouwen
| Plaats | Naam                    | Land           | Score        |
| ------ | ----------------------- | -------------- | ------------ |
| Goud   | Li Nina                 | China          | 194.57       |
| Zilver | Xu Mengtao              | China          | 184.88       |
| Brons  | Zhang Xin Maral Unenbat | China Mongolië | 175.40 61.02 |

Alpineskiën · 
Biatlon · 
Curling · 
Freestyleskiën · 
IJshockey · 
Kunstrijden · 
Langlaufen · 
Schaatsen · 
Shorttrack · 
Snowboarden